# Dasyhelea abronica
Dasyhelea abronica är en tvåvingeart som beskrevs av Yu 2001. Dasyhelea abronica ingår i släktet Dasyhelea och familjen svidknott. Inga underarter finns listade i Catalogue of Life.